# Maidstone
Pour les articles homonymes, voir Maidstone (homonymie).
Maidstone est le chef-lieu du Kent, au Royaume-Uni, située sur les rives de la rivière Medway. Traduit littéralement, Maidstone signifie « pierre des jeunes filles » (c'était probablement où elles se réunissaient).

## Divers

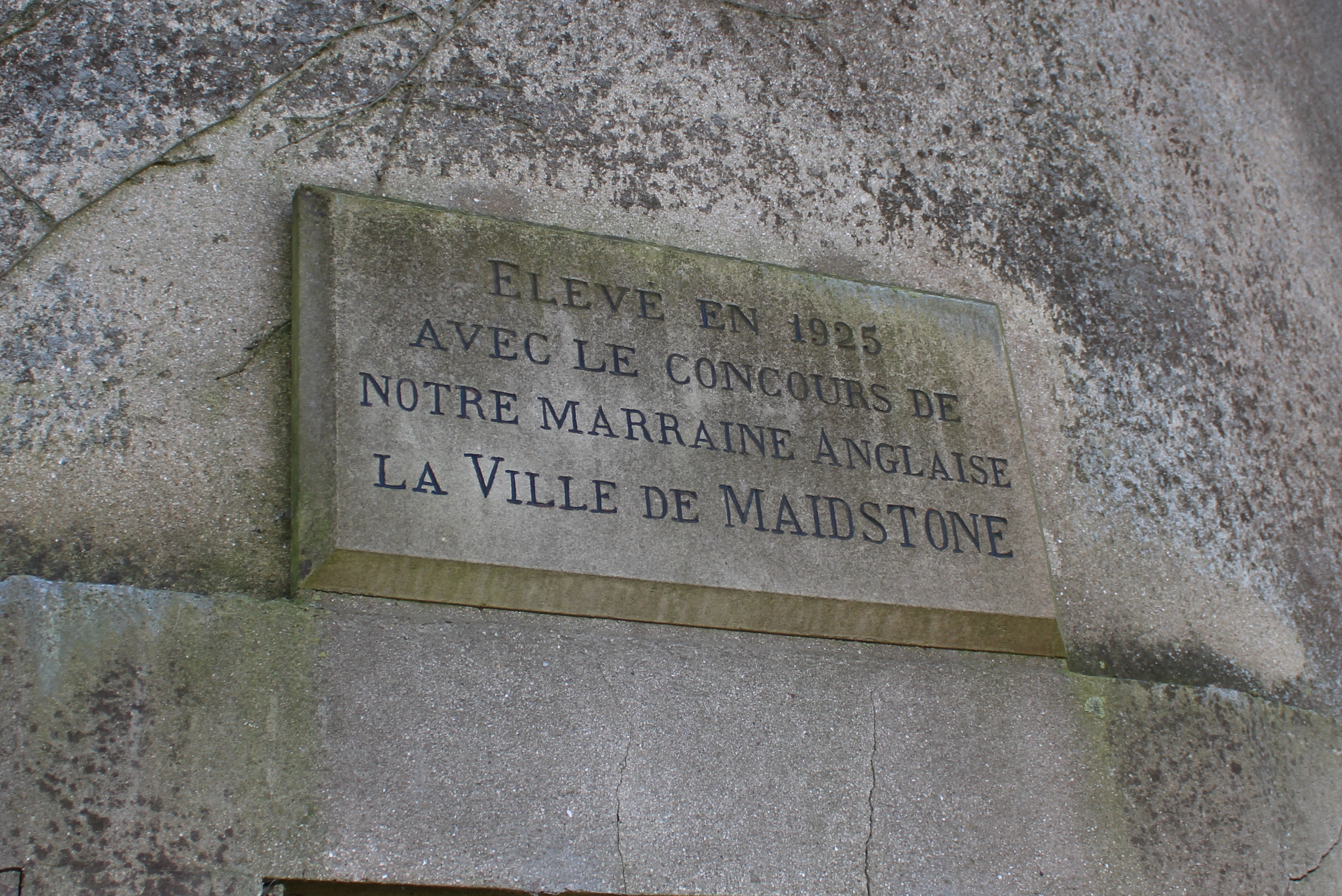
Plaque figurant sur le château-d'eau.

La ville, marraine du village de Montauban-de-Picardie, entièrement détruit lors des combats de la Bataille de la Somme, a participé à la reconstruction du château d'eau en 1925.
La ville a donné son nom à neuf navires de la Royal Navy, les HMS Maidstone.
Un cratère sur Mars porte également son nom.

## Jumelages
- Beauvais (France) qui se situe en Hauts-de-France.

## Personnalités liées à la commune
- Amy Brown, première épouse du duc de Berry
- Lilian Bland, pionnière de l'aviation
- Dan Abnett, auteur ;
- Benjamin Cavet, skieur
- Thomas Culpepper, amant de Katherine Howard ;
- Mackenzie Crook, acteur ;
- Robert Fisk, journaliste et auteur ;
- Guy Fletcher, musicien ;
- Jon Harley, footballeur ;
- William Hazlitt, essayiste et critique ;
- Noel Howlett, acteur ;
- Ethel Moorhead (1869-1955), artiste et suffragiste ;
- Mike Ratledge, musicien ;
- Ralph Steadman, illustrateur ;
- Simon Stock, monk and saint ;
- Andy Townsend, footballeur ;
- Edmund Walker Head, administrateur colonial ;
- William Woollett (1735-1785), graveur.
- Tamsin Greig, actrice;